# Oberscheinfeld
Oberscheinfeld è un comune tedesco di 1 129 abitanti, situato nel land della Baviera.